# Heliotroopblauwtje
Het Heliotroopblauwtje (Freyeria trochylus) is een vlinder uit de familie Lycaenidae. De wetenschappelijke naam is gepubliceerd in 1845 door Christian Friedrich Freyer.
De soort komt voor in Europa.

## Ondersoorten
- Freyeria trochylus trochylus
  - = Lycaena parva Murray, 1874
  - = Chilades trochilus var. grisea Aigner, 1906
- Freyeria trochylus persa Bytinsky-Salz, 1937
  - = Chilades pauper Bytinsky-Salz, 1937
- Freyeria trochylus obscura Heydemann, 1954
- Freyeria trochylus orientalis (Forster, 1980)